# Maurice de Hesse
 (avril 2019).
Si vous disposez d'ouvrages ou d'articles de référence ou si vous connaissez des sites web de qualité traitant du thème abordé ici, merci de compléter l'article en donnant les références utiles à sa vérifiabilité et en les liant à la section « Notes et références ».
Titres
Prétendant au trône de Finlande
12 juillet 1989 – 23 mai 2013
(32 ans, 6 mois et 28 jours)
Prétendant au trône de Hesse-Cassel
25 octobre 1980 – 23 mai 2013
(32 ans, 6 mois et 28 jours)
Prétendant au trône de Hesse-et-du-Rhin
30 mai 1968 – 23 mai 2013
(44 ans, 11 mois et 23 jours)
Maurice de Hesse (en allemand : Moritz Prinz und Landgraf von Hessen), prince et landgrave de Hesse, né le 6 août 1926 à Racconigi, près de Turin, et mort le 23 mai 2013 à Francfort-sur-le-Main, est un aristocrate et collectionneur d'art allemand.
Chef de la maison électorale de Hesse-Cassel à la mort de son père, Philippe de Hesse-Cassel, et de la maison grand-ducale de Hesse-et-du-Rhin à la mort de son père adoptif, Louis de Hesse-Darmstadt, dernier « grand-duc » titulaire de Hesse-et-du-Rhin et dernier représentant de la maison de Hesse-Darmstadt, Maurice de Hesse est ainsi chef de la maison (unie) de Hesse, ainsi que de l'antique maison de Brabant.

## Famille
Maurice de Hesse appartient à la branche aînée de la Maison de Hesse, la branche électorale de Hesse-Cassel, descendante de la Maison de Brabant dont elle est également la branche aînée.
Il est le fils aîné et le premier des quatre enfants de Philippe de Hesse-Cassel et de Mafalda de Savoie.
Le 1er juin 1964, il épouse la princesse Tatiana de Sayn-Wittgenstein-Berlebourg (da) (née en 1940, belle-sœur de Benedikte de Danemark), de laquelle il divorce en 1974. Quatre enfants naissent de cette union :
- Mafalda de Hesse (en) (née en 1965), épouse en 1re noces, en 1989, le comte Enrico Marone Cinzano (né en 1963), dont elle divorce deux ans plus tard (sans enfants) ; en 2e noces, en 1991, Carlo Galdo (né en 1954), dont elle divorce en 1999 (deux filles) ; et en 3e noces, en 2000, le comte Ferdinando Brachetti Peretti (né en 1960), président de la société pétrolière familiale API, dont elle divorce en 2014 (deux fils). Elle vit désormais avec Rolf Sachs (en) (né en 1955), le fils de Gunter Sachs ;
- Heinrich Donatus de Hesse (né en 1966), actuel prétendant au trône du défunt grand-duché de Hesse-et-du-Rhin, épouse en 2003 la comtesse Floria de Faber-Castell (née en 1974), dont il a trois enfants : Moritz et Paulina (nés en 2007) et August (né en 2012) ;
- Hélène de Hesse (née en 1967), artiste connue sous les noms de Elena von Hessen ou Elena d'Assia, a entretenu une relation avec Massimo Caiazzo (né en 1976), dont elle a une fille. Elle épouse le 15 septembre 2014 à Lütjenburg Nassar Al Nasser[3] (né en 1967 à El Grin, en Syrie) ;
- Philippe Robin de Hesse (sv) (né en 1970), épouse en 2006 Laetitia Bechtolf (née en 1978), entrepreneuse des cosmétiques (avec son associée et sœur Sarah von Doetinchem de Rande), dont il a quatre enfants : Elena (née en 2006), Tito (né en 2008), Mafalda (née en 2014), et Valentina (née en 2021).

## Biographie
Maurice de Hesse, ses frères Henri (1927-1999) et Othon (1937-1998) et sa sœur Élisabeth (née en 1940) sont orphelins de mère en 1944 (morte en déportation à Buchenwald) et séparés de leur père jusqu'en 1947, condamné  par les Alliés pour avoir participé au régime nazi. 
En 1960, Maurice de Hesse est adopté par son cousin Louis de Hesse-Darmstadt, chef de la maison grand-ducale de Hesse-et-du-Rhin (ou de Hesse-Darmstadt), dont il devient l'héritier, puis le successeur à la mort de celui-ci, en 1968.
En 1980, à la mort de son père, Philippe de Hesse-Cassel, Maurice de Hesse devient le chef de la maison unie de Hesse, ainsi que le prétendant à l'hypothétique trône de Finlande. 
Maurice de Hesse apparaît dans la série documentaire Mémoires d'exil de Frédéric Mitterrand, où il parle longuement des événements vécus par la famille de Hesse pendant la Seconde Guerre mondiale. 
Maurice de Hesse était mondialement connu comme collectionneur d'art.